# Dreamlinux
O Dreamlinux foi um sistema operacional brasileiro baseado no Debian. Ele podia inicializar como um Live CD, a partir da unidade USB, ou podia ser instalado em um disco rígido. A GUI da distribuição tinha como objetivo ter uma barra de ferramentas animada centralizada. Em outubro de 2012, o Projeto Dreamlinux foi descontinuado.

## Edições

### Dreamlinux 2.2 MM GL Edition (2007)
O Dreamlinux Multimedia Edition 2.2 com AIGLX fornece Beryl-AIGLX por padrão, que pode ser utilizado após a instalação inicial. Uma de suas principais características é a capacidade de configurar o AIGLX para placas NVIDIA e ATI automaticamente. A distribuição recebeu uma crítica favorável por sua aparência e funcionalidade.

### Dreamlinux 3.0 (2008)
O Dreamlinux Desktop Edition 3.0 apresenta uma reformulação completa. Ele suporta uma arquitetura totalmente independente chamada Flexiboost, baseada em módulos sobrepostos. O recurso permite a coexistência de dois (ou mais) gerenciadores de janela separados(atualmente GNOME e Xfce), compartilhando a mesma aparência personalizada. Ambos os ambientes de trabalho compartilham todos os aplicativos disponíveis.
Além do arquivo ISO de 700 MB (imagem de CD), também está disponível um módulo multimídia de 130 MB, incluindo suporte a DVD. Este destina-se principalmente para uso ao executar a partir da unidade flash USB, em vez do modo de CD ao vivo.

#### Aplicativos novos
- Gthumb (substituindo GQview)
- Pidgin comunicador instantâneo;
- Módulo Ndiswrapper
- WineHQ + instalador Wine Doors

#### Outras melhorias
- Inicializar a partir de qualquer unidade de CD-ROM ou DVD-R/W
- Painel de Controle do Dreamlinux aprimorado
- Instalador do Dreamlinux aprimorado
- Instalador Fácil aprimorado
- O trocador de tema no GNOME muda o tema sem a necessidade de reiniciar o X
- Setup-Network Manager para parar, iniciar, reiniciar, parar a rede na inicialização, iniciar a rede na inicialização. A rede está agora configurada para iniciar automaticamente durante a inicialização.
- Cupsys também começa na inicialização
- Novo assistente para temas Emerald
- Novos papéis de parede
- Novos ícones
- Novos temas do Avant Window Manager e AWN-Dock (verifique o AWN Manager no DCP)
- O ativador CompizFusion no DCP alterna o padrão Engage dock para o AWN Dock.
- Novos temas do GDM, agora com contagens regressivas

### Dreamlinux 3.5 (2009)
O Dreamlinux 3.5 é uma atualização para o desktop original do Dreamlinux 3.0. Esta versão apresenta o desktop Xfce com o GNOME Desktop como uma opção adicional na forma de um módulo. Esta versão usa o desktop do Debian Lenny. Ele apresenta a versão 2.6.28.5 do kernel do Linux, bem como novos ícones e um novo tema GTK+.
Há também a opção de instalar diretamente em um pendrive USB em dois modos.

#### Live Dream
Isso é executado da mesma forma que um Live CD e não salva as alterações.

#### Persistent Dream
Isso é executado como se o Dream fosse instalado no disco rígido e salvasse as alterações feitas na configuração. Só é recomendado para uso em unidades USB de 2 GB.

### DreamLinux 5.0 (2012)
O DreamLinux 5.0 é baseado no Debian Wheezy 7.0 com o kernel Linux 3.1. A única edição disponível é uma imagem ISO em torno de 956 MB. Possui:
- Xfce 4.8 desktop com aparência similar à interface de usuário do macOS X.
- Ambiente de programação para Ruby, Lua, Vala, C, C++, Python and Perl
- Aplicativos de rede e servidor: Apache2, PHP5, MySQL, Samba, Netatalk, TorrentFlux, SSH, Bluetooth, Network-Manager, Avahi-Daemon (Bonjour), Preload, Fancontrol, Cpufreqd.
- Aplicativos pré-instalados para usuários finais[4]:
  - Navegador da Web do Chromium.
  - Áudio, codec de vídeo para reproduzir muitos formatos multimídia,.
  - SoftMaker Office Suite, Textmaker, Planmaker e Presentations.
  - Editores gráficos Gimp e InkScape junto com o gerenciador de fotos Shotwell e o aplicativo leitor de PDF FoxitReader.

O Dreamlinux 5.0 oferece um novo instalador chamado FlexiBoot que permite aos usuários instalar facilmente o Dreamlinux 5.0 no disco rígido externo USB e usá-lo em qualquer lugar, ou instalá-lo no disco rígido interno. O MKDistro é um utilitário simples que permite aos usuários construir sua própria distribuição personalizada baseada em Dreamlinux e Debian.

### Live USB
Uma versão Live USB do Dreamlinux pode ser criada manualmente ou com o UNetbootin.